# 盧寵茂
盧寵茂，BBS，JP（1961年4月10日—），葡屬澳門出生，香港肝膽胰外科醫生，香港大學外科碩士（M.S.），肝臟移植專家。現任醫務衞生局局長，曾任香港大學深圳醫院院長，香港大學肝膽胰外科講座教授，以及瑪麗醫院肝臟移植中心主管。前香港大學校務委員會成員、香港大學李嘉誠醫學院外科學系教授兼肝膽外科主任。

## 背景
盧寵茂籍貫廣東東莞，在葡屬澳門出生，早年移居香港後入讀中華基督教會全完第一小學，繼而升讀皇仁書院。他於1978年完成中五及於1980年中七畢業，為香港考試局接辦香港中學會考及香港高級程度會考後的首屆考生，在香港大學醫學院修讀醫科，於1985年取得內外全科醫學士學位。之後盧寵茂師從香港首位成功進行肝臟移植及有「香港換肝之父」別稱的香港大學肝膽胰外科專家范上達。盧於1993年取得香港醫學專科學院院士（外科），一直從事肝臟移植研究。活肝移植曾經是風險極高的手術。1996年，盧寵茂建議肝臟移植的新技術，從健康的活人體內，割取3分2肝臟移植給病人，當時曾被部份肝臟專家提出質疑。其後他成功進行全亞洲首宗成人活體換肝手術，而接受此移植技術的病人仍有甚高的存活率，證明此方法為有效。他亦把傳統只以左肝作移植的做法改變，以右肝葉作移植，把病人存活率提高至超過90%。盧寵茂的弟弟盧寵猷亦是醫生，為港大醫學院外科學系副教授及內分泌外科主任。其妻盧彩雲是瑞銀集團財富管理大中華區董事長兼總裁。
2016年11月獲委任為香港大學深圳醫院第二任院長。
2022年6月獲國務院委任為醫務衛生局局長。香港《基本法》第61條规定局长任职前需要放弃外国居留权，故此盧寵茂可能已經放棄葡萄牙護照及公民身份。

## 榮譽
- 香港大學明德教授席
- 中國國家科學技術獎一等獎項 （2005年）
- 裘槎基金會優秀醫學科研學者獎 （2004年）
- 亞洲電視2011感動香港得獎人物 （2011年）
- 銅紫荊星章（2016年）
- 深圳市抗击新冠肺炎疫情先进个人（2020年）[11]

## 言論及爭議事件

### 關於馬斐森的評論
2013年10月4日，港大校務委員會一致通過由馬斐森接替徐立之出任港大校長。但身為遴選委員會成員的盧寵茂則批評馬斐森「無知、無能、無心」。他表示，馬斐森「對香港，對中國，對亞洲無經驗、無認識，是為無知；而語言是溝通的重要技能，不懂中文，不能與香港以至內地社會各界溝通，是為無能；而非為港大放眼世界，只為一己尋覓各洲，是為無心。」並指出「無知是無包袱，無能便無責任，這是對港大以至整個香港及中國的侮辱。」

### 有關佔中言論
2014年佔中期間，逾500名醫生於報章登聯署聲明斥行動嚴重影響民生，港大外科學系主任盧寵茂有份參與聯署，並斥佔領如癌症由金鐘蔓延銅鑼灣、旺角。他在電台節目中，再度以癌症比喻佔領，並用白血球比喻政改，強調白血球含量不一定是百分百達標才是正常，跟隨建制派論調指「普選沒有國際標準」，要視乎實際情況，支持通過政改方案，即等同有病要「醫住先」，日後再優化，否則是等死。他批佔領者像恐怖分子，鼓吹佔領的學生在走「倔頭路」，又認為佔領令香港變成如「流血不止」的病人，如果佔領行動堅持下去，對「病人」無好處。

### 港大校委會會議倒地事件

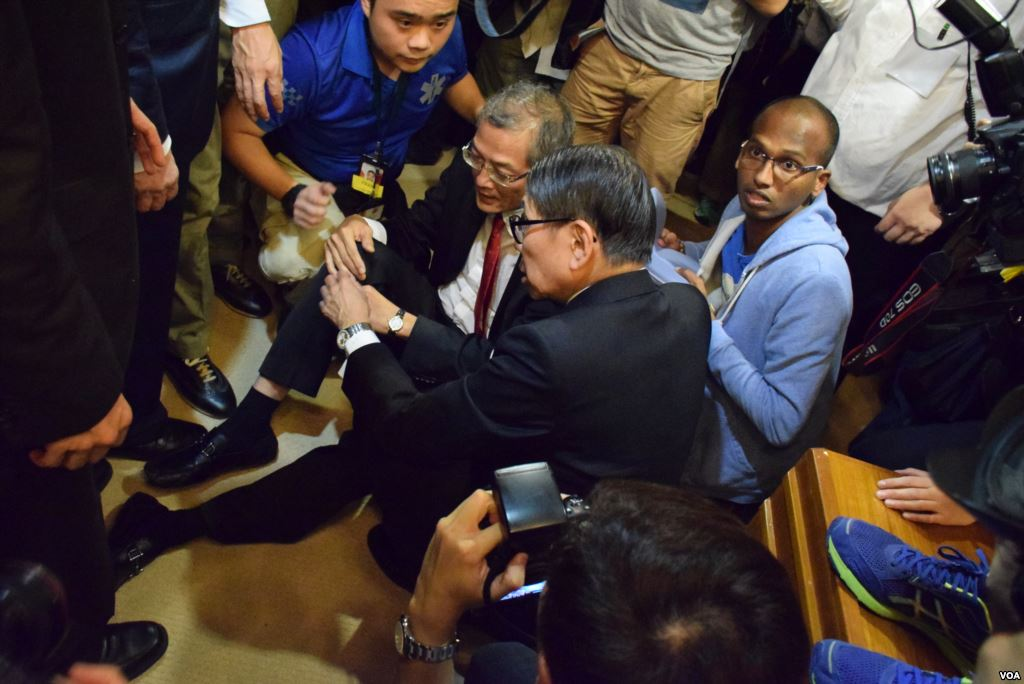
盧寵茂在混亂中報稱膝蓋受傷倒地

2014年至2015年，香港大學校務委員會遴選香港大學副校長期間，盧寵茂出任委員會委員。在遴選過程中，委員會作出要先等候常務副校長上任，繼而委任副校長的決定。由於當時前香港大學法律學院院長陳文敏已經獲得遴選委員會推薦，並且得到校長馬斐森認同當盡快委任，令部分人質疑校委會的決定具有政治考慮，認為原因是中聯辦和特區政府部分高層人士認為陳文敏「包庇戴耀廷策動佔領中環運動」。
2015年7月28日，盧寵茂出席香港大學校務委員會會議時，香港大學學生會會長馮敬恩等學生衝入會議室。他失衡倒地，雙手抱膝，不動數分鐘，但清醒，需由救護車送院檢查。因盧寵茂在事發後當晚及翌日于電台之憶述和他出院總結中對事件的描述前後矛盾，引起部分媒體對其作出質疑，認為他有裝作跌倒的嫌疑，但其主診醫生稱其右膝舊患明顯被撞傷。

### 否決陳文敏任副校事件
2015年9月29日，陳文敏任副校長一事被否決。港大校委之一及港大學生會長馮敬恩在會後披露校委在會上的發言，盧寵茂在會上指控陳文敏的學術水平連助理教授都不如，且當日自己於校委會會議受傷後未有收到陳文敏慰問，故決定否決其任命。

### 吳國際手術中途離開事件
2017年10月13日發生一名醫生在施手術期間離開醫院的事件，香港大學肝膽胰外科臨牀副教授吳國際在瑪麗醫院為換肝手術執行監刀工作期間，在接受肝臟移植的病人已被剖開腹部的情況下突然離開醫院，駕車到跑馬地的養和醫院為私家收症的病人做一宗已預約的手術，令換肝手術延遲3小時，差點錯過移植肝臟的黃金時間。瑪麗醫院調查小組在2018年1月在調查報告中批評吳國際醫生的做法「不能接受」及「不必要」。盧寵茂回應調查報告時認為其徒弟吳國際在事件中沒有操守問題，只是判斷事情上出了問題，他稱醫生「須評估兩名病人的利益和需要，這也是專業工作」，盧又稱如果他是因為私人事務而中途離開手術，這才是操守問題。盧還稱如果懲罰方案是不容許吳參與瑪麗醫院的手術，實際上只是「懲罰病人」，認為較理想做法是罰他在公立醫院做全職，不再兼任私家醫院工作。

### 支持清零政策反對與病毒共存
香港新冠疫情爆發期間，盧寵茂支持香港實施中共總書記習近平一直主張的「動態清零」政策，認為歐美國家與病毒共存的政策僅僅是抗疫失敗後的「好聽口號」，只會與病毒「共赴黃泉」。然而，他上任醫務衛生局局長後，稱不會仿傚澳門實行全民強檢，還會研究縮短來港人士檢疫。
2022年9月25日，盧寵茂被問及政府放寬入境與「共赴黃泉」論是否相違背，表示現時本港新冠疫苗接種率、應對疫情能力及醫院系統已提升，更重要是確實有很多長者染疫後離世，又表示「你可以問那9000多人現在去了哪裡」。他說不想再去爭論，強調不可躺平抗疫。

### 指控媒體抹黑中國器官捐贈制度
2023年5月26日的香港立法會會議上，盧寵茂點名批評《大紀元時報》和自由亞洲電台，稱在Google搜尋查找「器官捐贈」，「大乜乜」「自由乜乜」的資訊文章會出現，這些文章「抺黑國家移植同捐贈發展」。

## 資料來源
- 港大成功進行分肝移植 文匯報，2000年1月21日
- 肝專家盧寵茂起死回生 明報，2004年3月30日
- 盧寵茂窘乏逼出新手術 亞洲活肝移植先鋒 明報，2005年5月10日
- 杏林兄弟班 一門雙傑 成報，2005年3月28日
- 香港科研人員獲頒授二○○五年度「國家科學技術獎」獎項 （页面存档备份，存于） 香港政府新聞網
- 港大肝移植技術獲國家一等獎 香港政府新聞網
- 秦蘭鳳基金教授（肝膽胰外科） 香港大學
- 裘槎基金會頒發本年度「優秀科研者獎」 （页面存档备份，存于） 香港大學

## 外部連結
- 醫務衞生局局長盧寵茂於香港政府一站通網頁的介紹 （页面存档备份，存于）

| 官衔                                 | 官衔                                               | 官衔            |
| ------------------------------------ | -------------------------------------------------- | --------------- |
| 前任者： 陳肇始 （食物及衛生局局長） | 醫務衞生局局長 2022年7月1日至今                    | 現任            |
| 學術機關職務                         |                                                    |                 |
| 前任者： 鄧惠瓊                      | 香港大學深圳醫院院長 2016年11月14日－2022年6月30日 | 繼任者： 張文智 |